# Joaquín Zavala

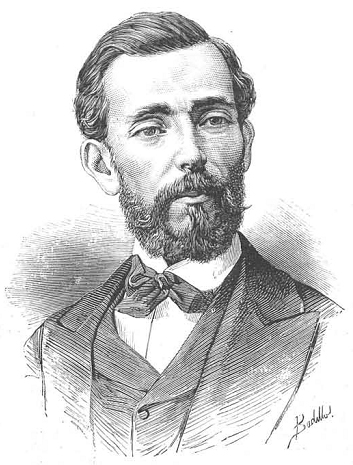
Joaquín Zavala, 1879

Joaquín Zavala Solís (* 30. November 1835 in Managua, Nicaragua; † 30. Dezember 1906 ebenda) war General und von 1879 bis 1883 und 1893 Präsident von Nicaragua.

## Leben

### Herkunft
Zavala entstammt der Familie Zavala aus Granada (Nicaragua), die mit der Partido Conservador de Nicaragua das politische Leben in Nicaragua von 1857 bis 1893 maßgeblich bestimmte.

### Erste Amtszeit
Bei den Präsidentschaftswahlen 1878 hatte keiner der Kandidaten, die für die Präsidentschaft erforderliche Stimmenzahl erhalten. Zabala wurde deshalb entsprechend der Verfassung durch das Parlament ernannt.
Er ließ am 5. März 1881 das Ley Agraria vom 17. Mai 1877 anwenden und enteignete 140.000 Hektar Ejidobesitz zugunsten von Cafetaleros, welche überwiegend in der Partido Conservador organisiert waren. Die Enteignungen wurden durch die indigenen Gemeinden mit Aufständen beantwortet. Der opferreichste war der Cañadaaufstand 1881 in Matagalpa. Nach einem Aufstand der Indigenas im März in Matagalpa ließ Zavala die Jesuiten aus Nicaragua deportieren und entfernte so lästige Zeugen seines Landraubes. Aus den Bibliotheken der Jesuiten gründete er die Biblioteca Nacional mit einem Anfangsbestand von 5000 Büchern.
Während seiner Amtszeit wurde eine Eisenbrücke über den Paso Caballo in El Realejo (Chinandega) fertiggestellt. Er betrieb die Ausweitung des Telegrafennetzes in die wichtigsten Städte des Landes und ließ die Telegrafenleitung bis in den Norden des Landes nach Matagalpa führen.
Innenpolitisch herrschte Presse- und Meinungsfreiheit.
Außenpolitisch erweiterte er die diplomatischen Beziehungen und beglich die externen Schulden Nicaraguas.
Zavala spielte eine Schlüsselrolle beim, am 1. Dezember 1884 unterschriebenen Zavala-Frelinghuysen Kanal-Vertrages mit Chester A. Arthur. Dieser räumte der Regierung der USA die Souveränität über 2,5 Meilen beiderseits eines gemeinsam zu errichtenden Kanals ein.
Chester A. Arthurs Nachfolger Grover Cleveland gehörte zu einer konkurrierenden Kanalbaugesellschaft, weshalb er der Vertrag rückabgewickelt wurde.

1882 trug der 15-jährige Rubén Darío Zavala ein gegen Vaterland und Religion gerichtetes Gedicht vor und fragte im Anschluss, ob er ein Stipendium für einen Europaaufenthalt erhalten könne. Worauf Zavala meinte: 

„Junge höre, wenn Du heute so gegen die Religion Deiner Väter und dein Vaterland schreibst, wie wird das, wenn Du nach Europa gehst und schlimmere Sachen lernst.“

Zavala führte die Strömung der Progresistas, welcher die Strömung der Iglesieros innerhalb der Partido Republicano gegenüberstand. Seine Politik war in der Partido Conservador umstritten, 1884 machten die Iglesieros einen Aufstand.

### Zweite Amtszeit
Am 28. April 1893, rebellierte der Befehlshaber der Garnison von Granada, Eduardo Montiel von der Partido Conservador, gegen Präsident Roberto Sacaza ebenfalls von der Partido Conservador. Joaquín Zavala Solís erklärte sich bereit den Aufstand zu unterstützen.
Die Aufständischen erhielten Unterstützung General José Santos Zelaya von der Partido Liberal.
Die katholische Kirche und seine Familie unterstützte Roberto Sacaza. Die Aufständischen besetzten Masaya und bewegten sich auf Managua zu. Bei La Barranca schlugen die Aufständischen die Regierungstruppen. Der US-Botschafter Lewis Baker bot sich zur Mediation an.
Sacasa erklärte sich im Pacto de Sabana Grande am 31. Mai 1893, bereit die Macht an eine Junta aus fünf Personen zu übergeben, von denen zwei von ihm und drei von den Aufständischen bestimmt wurden. Die Junta sollte bis zur Einberufung einer verfassungsgebenden Versammlung vier Monate regieren.
Am 6. Juli 1893, bestand General Zelaya darauf, dass der Vorsitz von Salvador Machado Agüero, einem Progresista, auf General Joaquin Zavala übergehen soll. Der Pacto de Sabana Grande wurde gebrochen und Salvador Machado durch Joaquin Zavala ersetzt, dieser ernannte José Santos Zelaya zum Oberbefehlshaber der Truppen.
Am 11. Juli 1893, verweigerte die Garnison von León die Junta in Managua anzuerkennen und stellte sich unter das Kommando der Generäle der Partido Liberal Godoy, Alonso, und Chavarria. General Zelaya begab sich von Managua nach Leon und übernahm das Kommando der Verbände der Partido Liberal. Die Aufständischen in Leon bildeten eine parallele Regierung, der General Zelaya vorsaß.
Zavala wies die Armee an, es mit den Aufständischen aus Leon aufzunehmen.
Die Verbände der Partido Liberal bewegten sich auf Managua zu und trafen auf Regierungstruppen bei Mateare. Bei diesen Kämpfen hatte Emiliano Chamorro Vargas der Parteivorsitzende der Partido Conservador das Kommando. Die Regierungstruppen schlugen die Truppen der Partido Liberal zurück und die Regierungstruppen wurden nach La Cuesta del Plomo an den Managuasee zurückgezogen. Der Ort ist anscheinend uneinnehmbar und Zelaya sandte zwei Kanonenboote um den Ort zu bombardieren.
Es wird darüber berichtet, dass ein Artillerie Sergeant vom Platz vor dem National Palast eines der Kanonenboote beschossen hätte, er aber von seinem befehlshabenden Offizier gestoppt wurde, da die Kanonenboote Eigentum der Regierung und sehr teuer seien. Die Dampfschiffe setzten ihren Angriff fort und einige Hundert Soldaten der Regierungstruppen verloren ihr Leben. Trotz der Möglichkeit die Truppen der Partido Liberal zu schlagen wurden die Regierungstruppen nach Granada zurückgezogen.
Die Truppen der Partido Liberal besetzten Managua am 25. Juli 1893. Am 30. Juli 1893 wurde ein Friedensvertrag zwischen Regierung und den Aufständischen unterzeichnet und eine weitere verfassungsgebende Versammlung wurde einberufen.